# Incidente aereo di Aumur del 17 giugno 1939
Il 19 agosto 1936 un bombardiere Amiot 143 della 34ème Escadre de bombardement precipitò a Aumur dopo essere esploso in volo, con la morte di due membri dell'equipaggio.

## L'incidente

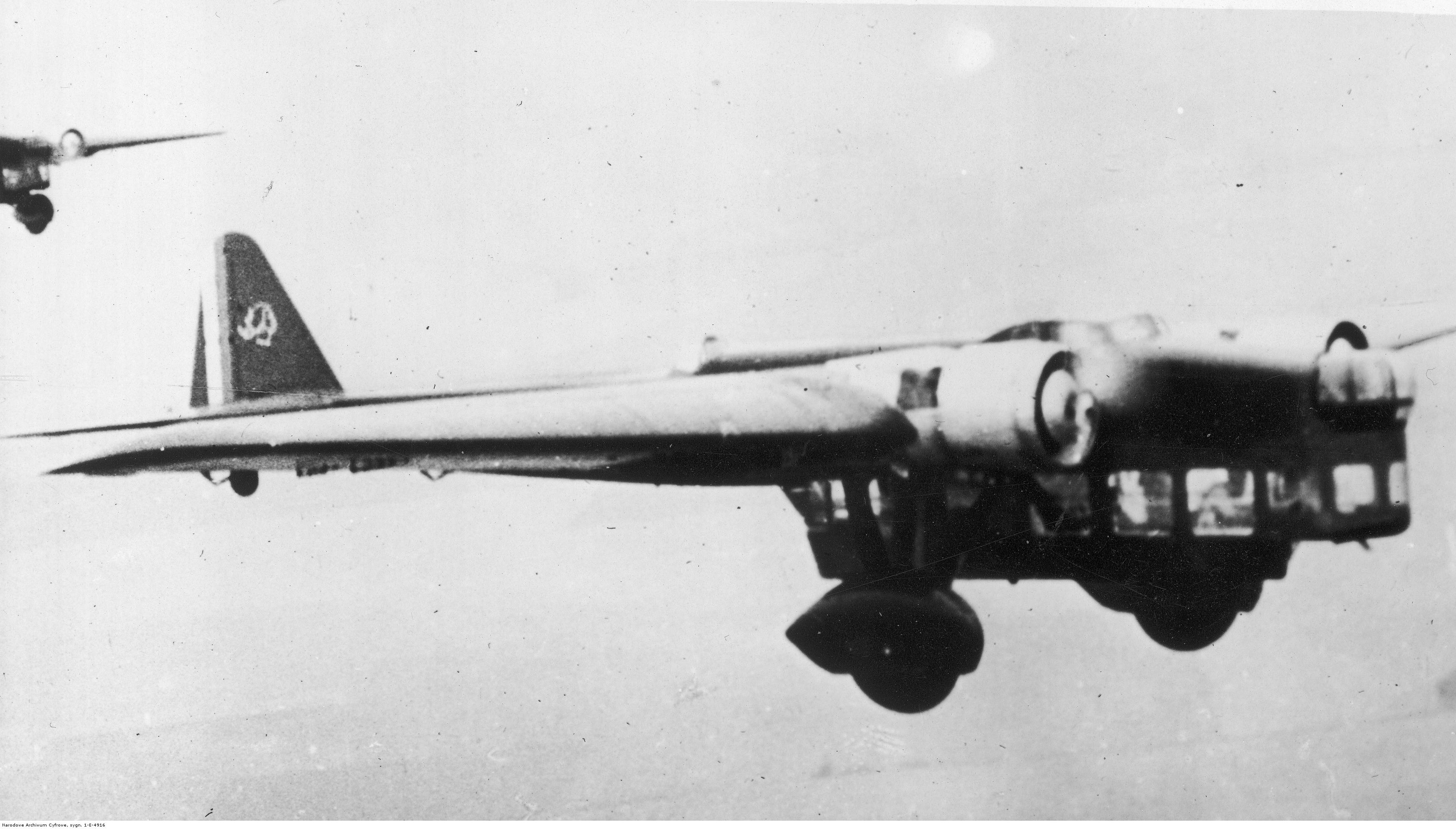
Foto di un bombardiere Amiot 143 in volo.

Il 17 giugno 1939 un aereo da bombardamento Amiot 143 (n.89 matricola E 313), appartenente al Groupe de bombardement GB II/34 della 34éme Escadre de bombardement di Le Bourget si trovava in volo quando alle 9:30 incappò in condizioni meteorologiche particolarmente avverse. I seguito al maltempo l'aereo, che volava ad alta quota, collassò in volo, o forse fu colpito da un fulmine ed esplose. Tra i membri dell'equipaggio, che riuscì a paracadutarsi, si registrarono 2 morti e 3 feriti. Il comandante del velivolo, tenente Roland, si spense subito dopo essere stato trasportato all'ospedale di Dole, mentre il sergente maggiore Burnel (pilota) si spense in quello stesso ospedale alle 13:00.  L'adjutant Durand, meccanico, rimase gravemente ferito e fu trasportato all'ospedale di Dole, e poi a Besançon. Il tenente Bouchard, meccanico, rimase ferito molto gravemente e fu trasportato dapprima all'ospedale di Dole, e poi a Besançon. Il sergente Castiglio (radiotelegrafista) rimase lievemente ferito.
Enormi detriti si sparsi su più di un chilometro quadrato della superficie del villaggio di Aumur, mentre la coda dell'aereo precipitò a più di 800 metri dal muso. Sul luogo dell'incidente si recò personalmente il generale Robert Odic.

### Fonti
1. 1 2 3 4 5 6 7 8  Histavia.